# Saint-Bénigne
Saint-Bénigne település Franciaországban, Ain megyében. Lakosainak száma 1351 fő (2022. január 1.). Saint-Bénigne Arbigny, Chavannes-sur-Reyssouze, Gorrevod, Pont-de-Vaux, Saint-Étienne-sur-Reyssouze, Montbellet és Uchizy községekkel határos.

## Népesség
A település népessége az elmúlt években az alábbi módon változott:
| Lakosok száma | 663  | 702  | 823  | 1072 | 1226 | 1242 | 1265 | 1311 | 1336 | 1351 |
|               | 1968 | 1982 | 1990 | 2006 | 2013 | 2015 | 2017 | 2019 | 2020 | 2022 |